# イースタン航空 (2015)
イースタン航空（イースタンこうくう、英語: Eastern Air Lines）は、2011年に設立され、2017年までアメリカ合衆国フロリダ州マイアミにあった航空会社である。

## 歴史
2009年、フロリダ州のある企業グループが、1991年に倒産したかつての大手航空会社・イースタン航空(初代 1926-1991）の商標などを買い取った。2012年に、その企業グループによって、二代目のイースタン航空を運営する新会社“イースタン・エアラインズ・グループ (Eastern Air Lines Group, Inc.) ”が設立された。その後、二代目イースタン航空は、2015年にチャーター航空会社として復活した。
しかし、その後経営不振に陥った末2017年6月にスウィフト航空に買収された。二代目イースタン航空は2015年から日本の三菱航空機製国産ジェット機Mitsubishi SpaceJetを40機発注していたが、2018年1月には発注をすべてキャンセル、最終的に航空事業の継続を断念し、かつての名門イースタン航空の完全復活は適わなかった。
その後2017年7月に経営破綻したダイナミック航空が、スウィフト航空の出資を受け、スウィフト航空が持っていた「イースタン航空」の商標を使い、3代目の「イースタン航空」(Eastern Airlines, LLC)として再生を目指すことになった。

## 保有機材
2016年8月現在、イースタン航空が保有していた機材は以下のとおりである。「座席数」列のCはビジネスクラス、Yはエコノミークラスを示す。
| 機材                | 保有数 | 発注数 | 座席数 | 座席数 | 座席数 | 備考 |
| 機材                | 保有数 | 発注数 | C      | Y      | 合計   | 備考 |
| ------------------- | ------ | ------ | ------ | ------ | ------ | ---- |
| ボーイング737-700   | 1      | 1      | 64     | —      | 64     |      |
| ボーイング737-800   | 4      | 9      | 12     | 150    | 162    |      |
| ボーイング737 MAX 8 | —      | 10     | TBA    | TBA    | TBA    |      |
| MRJ90               | —      | 20     | TBA    | TBA    | TBA    |      |
| 合計                | 5      | 40     |        |        |        |      |

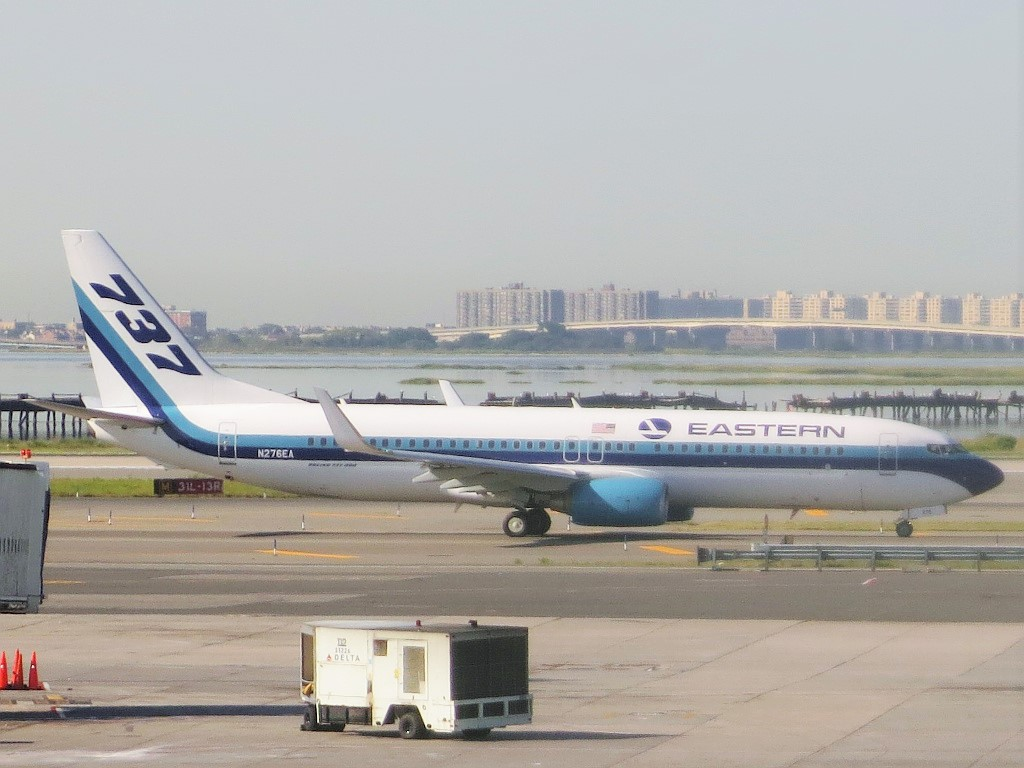
イースタン航空のボーイング737-800（機体記号N276EA、ジョン・F・ケネディ国際空港にて撮影）

イースタン・エアラインズ・グループはボーイング737-800を10機発注し、ボーイング737 MAX 8を10機追加購入することで合意した。2014年7月にはMRJ90（当時）を20機発注し、20機を追加購入することで合意したと発表した。最初の機材となる中古のボーイング737-800が2014年12月に引き渡され、初代イースタン航空の初期のリーダーに因んで「スピリット・オブ・キャプテン・エディー・リッケンバッカー」と命名された。2016年2月6日、イースタン航空に5機目となる中古のボーイング737-800が引き渡され、引渡しの第1段階が終了した。
スイフト航空による買収によりB737は同社へ引き取られ、MRJの発注は2018年1月に全機キャンセルされている。